# General Díaz Asunción
General Díaz Asunción – paragwajski klub piłkarski z siedzibą w mieście Asunción.

## Historia
Klub wziął udział w pierwszych w dziejach mistrzostwach Paragwaju. W liczącej 6 drużyn lidze klub zajął 4. miejsce, zdobywając 8 punktów. Był to pierwszy i ostatni występ klubu w pierwszej lidze paragwajskiej.